# کارل بونهوفر
کارل بونهوفر (آلمانی: Karl Bonhoeffer؛ ‏ آلمانی: [kaʁl ˈbɔnˌhø:fɐ] ()؛ ‏ ۲۱ مارس ۱۸۶۸ – ۴ دسامبر ۱۹۴۸) روان‌پزشک، متخصص اعصاب و استاد دانشگاه اهل آلمان بود.
وی دانش‌آموختهٔ رشتهٔ پزشکی در دانشگاه توبینگن بود و از سال ۱۹۰۴ تا ۱۹۱۲ استاد این رشته در دانشگاه برسلاو شد. وی مابین سال‌های ۱۹۱۲ تا ۱۹۳۸، از پزشکان بیمارستان مشهور شاریته بود.
وی از اعضای جنبش مقاوت در برابر عملیات تی۴ بود و جان بسیاری از بیماران را نجات داد. دو تن ازپسران وی دیتریش بونهوفر و کلاوس بونهوفر توسط رژیم نازی تیرباران شدند.